# Självständighetspartiet (Island)
Självständighetspartiet (isländska: Sjálfstæðisflokkurinn) är ett mitten-högerparti på Island. Partiet grundades år 1929 genom en sammanslagning av konservativa Íhaldsflokkurinn och liberala Frjálslyndi flokkurinn.
Partiet är liberalt och konservativt, står bakom det isländska medlemskapet i NATO men är emot ett medlemskap i Europeiska unionen. 
Partiets partiledare är Bjarni Benediktsson. Vice partiledare är Þórdís Kolbrún Reykfjörð Gylfadóttir.
Det finns flera partimedlemmar som varit statsministrar, alla av dem har även varit partiledare; Ólafur Thors, Bjarni Benediktsson (född 1908), Jóhann Hafstein, Geir Hallgrímsson, Þorsteinn Pálsson, Davíð Oddsson och Bjarni Benediktsson (född 1970). Jón Þorláksson var den första partiledaren för partiet och var tidigare statsminister för det konservativa partiet. Gunnar Thoroddsen var statsminister och bildade en regering utan stöd från sitt parti. 
Självständighetspartiet äger även en av landets största tidningar: Morgunblaðið.
2016 hoppade en EU-vänlig falang av Självständighetspartiet och bildade det nya partiet Viðreisn.

## Partiledare
| Namn                | Ämbetsperiod | Del av Island    |
| Jón Þorláksson      | 1929–1934    | Reykjavik        |
| Ólafur Thors        | 1934–1961    | Reykjanes        |
| Bjarni Benediktsson | 1961–1970    | Reykjavik        |
| Jóhann Hafstein     | 1970–1973    | Reykjavik        |
| Geir Hallgrímsson   | 1973–1983    | Reykjavik        |
| Þorsteinn Pálsson   | 1983–1991    | Södra Island     |
| Davíð Oddsson       | 1991–2005    | Reykjavik        |
| Geir H. Haarde      | 2005–2009    | Reykjavik        |
| Bjarni Benediktsson | 2009–        | Sydvästra Island |